# Спорт в Вануату
Спорт в Вануату является важной частью культуры страны.

## Футбол
Футбол был и остается самым популярным видом спорта в стране. В 1988 году Вануату стало как членом ФИФА, так и ОФК.
Вануату имеет одну из самых передовых технических программ в Океании, особенно на молодежном уровне. Регион Меланезии был выбран в качестве одного из шести по всему миру для пилотного проекта FIFA в котором игроки идентифицируются в молодом возрасте и выбираются для обучения и пребывания на полном обеспечении в Национальной академии спорта. В рамках этой двухлетней программы для игроков в возрасте 15-17 лет внимание уделяется непрерывному школьному или профессиональному образованию.
Мужская сборная никогда не участвовала в чемпионате мира. Она занимала четвертое место в Кубке Наций OFC четыре раза и заняла второе место в южно-тихоокеанских играх.

## Баскетбол
Баскетбольная федерация Вануату стала самой развитой федерацией страны, после того, как она присоединилась к Международной федерации баскетбола (ФИБА) в 1966 году.

## Национальная спортивная федерация
После обретения независимости Национальные спортивные федерации (NSF) вошли в подчинение Федерации любительского спорта Вануату (VASF).
В 1982 году VASF открыл «национальные игры», межрайонные игры (IDG), которые проводились раз в два года в столицах четырех районов: Северном округе, Южном округе, Центральном округе № 1 и Центральном округе № 2. Последний IDG был проведен в 1988 году в Амбае. «Национальные игры» были возрождены VASANOC в 1997 году под названием «Inter-Provincial Games» и теперь называются Национальными играми в Вануату. В отличие от IDG, у этих соревнований есть Устав и организационный комитет, руководящий организацией игр.
Национальные школьные игры были созданы в 2000 году. Они организовывались в основном школьными учителями, но их проведение прекращено после Игр 2005 года из-за отсутствия финансирования.
Национальный олимпийский комитет Вануату был создан в марте 1987 года, когда президент МОК Хуан Антонио Самаранч посетил страну. В соответствии с требованиями Олимпийской хартии были созданы федерации легкой атлетики, баскетбола, бокса, футбола и волейбола. У всех этих организаций были конституции, которые требовали, чтобы они занимали спортивные лиги на островах и искали членство в ЕС, что было невозможно без одобрения НОК. Конгресс МОК в феврале 1987 года в Турции официально принятое членство Вануату в качестве члена МОК, и первое участие страны в Олимпийских играх состоялось в 1988 году (проходили в столице Южной Кореи, городе Сеул). Национальный олимпийский комитет страны был сформирован в 1987 году. За всю историю своего участия в олимпийском движении Республика Вануату не завоевала ни одной медали, а олимпийская сборная была представлена преимущественно в лёгкой атлетике. В зимних Олимпийских играх страна ни разу не участвовала.  Вануату также участвовал в инаугурационных юношеских Олимпийских играх в Сингапуре в футболе и женском баскетболе 3-33. Женская сборная по пляжному волейболу Вануату в настоящее время активно развивается.
Вануату участвует в Играх Содружества с 1982 года в Брисбене, Австралия, сначала только в легкой атлетике, Бокс появился в 1982 и 1986, Велоспорт — с 1990, Настольный теннис — с 2006 и 2010 годов.
Со времени независимости Вануату участвовал во всех изданиях Тихоокеанских игр с 1983 года в Самоа и Тихоокеанских мини-играх с 1981 года на Соломоновых островах . Однако правительство приказал VASF и VNOC не участвовать в Играх 1987 года в Новой Каледонии в знак протеста против независимости территории от Франции, Правительство, финансируемое VASF, которое составляло большинство NSF, выполнялось правительством. Однако вновь образованный VNOC видел это как политическое вмешательство и возглавлял тогдашний президент VNOC (а также VFF), г-н Кальман Кири, не принял решения и отправил футбольную команду в соревнование. Правительством эта команда была отмечена «мятежной командой». Это не только привело к тому, что правительство сняло средства для межрайонных игр и NSF в VASF, но также привело к необходимости того, чтобы NSF объединили VASF и VNOC в один из основных национальных спортивных организаций. В 1990 году и с помощью МОК и ОНОС был создан . На первом годовом собрании в марте 1991 года Конституция ВАСАНОК была официально утверждена и принята и признана МОК, правительством и ОНОС. Только 10 NSF были связаны с VASANOC, когда они были сформированы, хотя в течение лет Тихоокеанских игр членство возрастало. Теперь VERSION имеет более 25 национальных федераций в своем составе. 8 NSF, которые организованы в ассоциации, лиги и клубы в сельской местности, - это атлетика, баскетбол, бокс, футбол, гандбол, каратэ, нетбол и волейбол, хотя частота занятий в провинциях сильно различается для каждого вида спорта. НСФР действуют в соответствии со своими конституциями и соблюдают Нетбол и волейбол, хотя частота занятий в провинциях сильно различается для каждого вида спорта. НСФР действуют в соответствии со своими конституциями и соблюдают Нетбол и волейбол, хотя частота занятий в провинциях сильно различается для каждого вида спорта. НСФР действуют в соответствии со своими конституциями и соблюдаютПравила и положения, установленные их ISF и OSF.
В 1989 году на собрании PGC в Тонга Вануату было предоставлено право принимать в 2007 году Тихоокеанские мини-игры.
В этом году был разработан Закон о Национальном спортивном совете, который был одобрен в парламенте 17 апреля 1990 год. Он проложил путь для создания VNSC в основном для управления спортивными сооружениями, построенными для этих Игр и других государственных спортивных объектов в будущем. Министр спорта назначает всех членов Совета.
Физическое воспитание как предмет был исключен из учебной программы в конце 1980-х годов, поскольку правительство предпочло сосредоточиться на академических предметах. Впоследствии правительство пересмотрело это и в 2010 году утвердило новую учебную программу, которая его вернула обратно. Фактическая реализация новой учебной программы началась в 2012 году.
Совет VASANOC состоит из 9 членов, которые назначаются и избираются NSF на годовом общем собрании VASANOC для предоставления четырехлетнего срока на добровольной основе.
Текущая Конституция VASANOC имеет следующий портфель для каждого из членов Совета, а именно: политика и планирование; Администрация; Финансы и маркетинг; Международная разработка; Национальное развитие; Провинциальное развитие; Олимпийская солидарность; Развитие спортсменов и развитие женщин и спорта.
С 2003 по 2006 год ВАСАНОК рассмотрел свою Конституцию, и в 2011 году в Конституцию были внесены поправки.
ВАСАНОК поддерживает тесную связь с Департаментом молодежи и спорта правительства и ННФ в осуществлении своей деятельности. Основная часть финансирования VASANOC для Тихоокеанских игр и Тихоокеанских мини-игр поступает от правительства.
Министр спорта является депутатом парламента, избираемым избирательным округом и назначаемым премьер-министром в соответствии с политическим составом правящего правительства.
В 2011 году VASANOC возглавил успешную заявку Vanuatu на проведение Тихоокеанских игр 2017 года и в настоящее время работает с Меланезийской инициативной группы (MSG) для создания Меланезийских игр в ближайшем будущем.